# 朝日生命大手町ビル
朝日生命大手町ビル（あさひせいめいおおてまちビル）は、東京都千代田区大手町に所在した超高層ビル。江戸通りと永代通りが交差する地点の北東角に位置した
。第14回BCS賞受賞。
Torch Towerが建設されるため、ビルは閉鎖となり、2022年（令和4年）10月から解体工事が着手されている。

## 概要
朝日生命保険と東海銀行（現：三菱UFJ銀行）が、東京都下水道局施設跡地の再開発プロジェクト「常盤橋地区再開発計画」として開発に取り組み、丸の内界隈では初の超高層ビルとして、1971年（昭和46年）7月に竣工した。なお、清水建設が施工した初めての超高層ビルでもある。
当初の名称は「朝日東海ビル」で、地下1階の一部と地上4階を除く8階までを東海銀行が使用し、地下4階、地上14・15階、塔屋階の機械室、および地下2・3階の車庫を除くその他の階は朝日生命を初めとする13社の事務所および8社の飲食店が使用した。このほか、4階床の高さには低層部屋上を利用した庭園が設けられ、建物利用者のいこいの場として使われた。
東京メトロ東西線大手町駅と直結し、地下商店街は隣接する日本ビル（2017年からから部分的に解体）ともつながっていた。308台収容の地下駐車場は東隣のJXビル（2017年解体）・大和呉服橋ビル（2017年6月閉鎖）、首都高速八重洲線とも連絡していた。
外壁には低層部で厚さ4mm、上部で厚さ2.5mmのアルミニューム板2Sが用いられ、壁面の白色による単調さを避けるために窓を深くとって陰影を与えるよう計画されている。頂部にはハロゲンランプを用いた天気予報板を設置して天気記号を電光表示。オープン当初は塔屋からレーザー光線を発射していたが、夜間飛行に影響するため取りやめとなった。

### 所有者の変遷
1998年（平成10年）3月、東海銀行は不良債権処理を加速するため、このビルの所有権169億円で売却し、その後は賃借して02年まで東京本部を置いた。
2001年（平成13年）11月、朝日生命は折からの不況と株安による経営悪化から、東京海上火災保険の生保子会社・東京海上日動あんしん生命保険と03年3月に合併すると発表した。しかし、02年2月になって、朝日生命は東京海上と意見相違や資金の折り合いがつかない事を理由に合併の白紙撤回を表明した。これによって自主再建を進める方針を打ち出し、財務基盤の強化を狙い西新宿の本社ビルとその敷地を証券化して売却。04年12月にはこのビルに本社を移転し、06年には東海銀行が売却した持ち分を買い取っている。だが、リーマン・ショックのよる株価下落で再び財務基盤が悪化した朝日生命は、09年3月末にこのビルを三菱地所の特別目的会社に約800億円で売却した。これが後に、三菱地所主導の再開発「TOKYO TORCH」のきっかけとなった(後述)。

## 再開発
三菱地所は、常盤橋地区の朝日生命大手町ビルおよび日本ビル、JXビル、JFE商事ビル（現:TOKIWAブリッジ）、大和呉服橋ビルの土地の権利を、大手町一丁目の日本政策投資銀行・公庫ビル・新公庫ビルが建つ街区（「大手町フィナンシャルシティグランキューブ」）の権利と交換し、その街区に31階建てのオフィスビルと17階建てのホテルを建設し、その後、常盤橋地区にはTorch Tower、常盤橋タワー、銭瓶町ビルディング（TOKYO TORCH）が建設される。このうち朝日生命大手町ビルの建つ場所にはTorch Towerが建設される。
これに伴い、朝日生命大手町ビルは2022年10月から清水建設の施工で解体されている。

## 入居していた企業等
- 朝日生命保険 - 2020年9月、四ツ谷駅前に完成したCO・MO・RE YOTSUYAの「YOTSUYA TOWER」に大手町本社と代田橋オフィスの本社機能の一部を移転[15]。
- 日本交通公社 - 2016年8月、港区南青山に新築した自社ビル「日本交通公社ビル」に移転[16][17]。
- 全国銀行協会  - 2021年2月、みずほ丸の内タワーと一体で建てられた新会館に事務局を移転。
- 信越化学工業 - 2021年10月、丸の内永楽ビルディングに移転[18]。
- APAMAN - 2022年8月、丸の内トラストタワーN館に移転[19]。